# Юркі Катайнен
Юркі Тапані Катайнен (фін. Jyrki Tapani Katainen; нар. 14 жовтня 1971, Сійлін'ярві, Північна Савонія, Фінляндія) — фінський політик, колишній прем'єр-міністр Фінляндії (з 22 червня 2011 до 14 червня 2014), голова партії Кокоомус (Національна коаліція), депутат парламенту з 24 березня 1999.

## Життєпис
Катейнен народився у місті Сіілін'ярві, Фінляндія.
У травні 1990 року, закінчив ліцей Сіілін'ярві. Здобув ступінь магістра політичних наук в Університеті Тампере, провівши один рік в університеті Лестера як студент за програмою обміну Еразмус.
З 1993 року — член муніципальної ради Сіілін'ярві.
У 1998 році закінчив університет Тампере магістром суспільних наук. Почав роботу з того, що підміняв викладачів і проходив стажування в посольстві Фінляндії в Лондоні. Крім того, Катайнен був упорядником навчальної програми (koulutussuunnittelija) асоціації освіти партії Кокоомус і інструктором.
1998–2000 — заступник голови молодіжного відділення Європейської народної партії.

### Депутат парламенту
У березні 1999 року був обраний депутатом у Едускунту.
У 2001 році обійняв посаду заступника голови партії Кокоомус.
Три роки по тому в 2004 році він очолив партію Кокоомус.
З 2005 року — заступник голови Європейської народної партії.

### Міністр фінансів
У 2007 році Катайнен був призначений міністром фінансів в уряді Матті Ванганена (Центр). У листопаді 2008 року Юркі Катайнен був визнаний найкращим міністром фінансів Європи на думку тижневика The Financial Times.
В уряді Марі Ківініемі, сформованому в червні 2010 року, Катайнен зберіг свою посаду.
У 2010 році при обговоренні фінансової допомоги найбільш постраждалим від економічної кризи державам-членам ЄС Юркі Катайнен виступав за надання такої допомоги.

### Прем'єр-міністр
22 червня 2011 фінський парламент (Едускунта) обрав Юркі Катайнена новим прем'єр-міністром Фінляндії. Катайнен став 63-м головою уряду Фінляндії й очолив 72-й за рахунком кабінет міністрів в історії країни. Останній раз до цього представник Коаліційної партії на чолі уряду був у 1987⁣ — ⁣1991 роках (Гаррі Голкері).

## Родина
Дружина (з 2003 року) — Мерві Маріка Катайнен, до шлюбу Куйттінен. У 2005 році у них народилася дочка Саара, в 2008 році — дочка Вєєра.